# 卡貝科納 (明尼蘇達州)
卡貝科納（英語：Kabekona）是位於美國明尼蘇達州哈伯德縣亨德里克森鎮區的一個非建制地區。

## 地理
卡貝科納所處的海拔為高於海平面418米（即1371英呎），而該地所採用的時區為UTC-6，即北美中部時區（CST）。同時該地設有夏令時間，為UTC-6調快一小時，即UTC-5（CDT）。